# 四維宗
四維宗，台灣推理小說家，台灣推理作家協會成員，第11屆台灣推理作家協會徵文獎首獎得主，曾任台大推理小說研究社社長。

## 作品
四維宗目前為止的作品以短篇小說為主，以篇名極長著稱。
- 〈她的左眼所沒看見的謀殺〉：2012年第10屆台灣推理作家協會徵文獎決選入圍作品，收錄於《死亡遊戲──台灣推理作家協會第十屆徵文獎》。
- 〈倒帶謀殺以及連環殺人魔的困擾〉：2013年第11屆台灣推理作家協會徵文獎首獎作品，收錄於《倒帶謀殺：台灣推理作家協會第十一屆徵文獎作品集》
- 〈White Chapel 1888：An Alternative universe of Canon of Sherlock Holmes〉：收錄於台灣推理作家協會精選會員未出版之短篇小說合誌《歧路島 創刊號》別冊（2014），為福爾摩斯故事的二創作品。
- 〈快轉謀殺：我如何學會停止思考並愛上砍殺片〉（收錄於《故事的那時此刻》，2022，博識圖書）ISBN 978-6269648177

## 外部連結
- 台灣推理作家協會官方網站：四維宗 （页面存档备份，存于）